# Heiligenhaus (Overath)
Heiligenhaus ist ein Stadtteil Overaths im Rheinisch-Bergischen Kreis im Süden Nordrhein-Westfalens mit etwa 3.000 Einwohnern. Es liegt auf dem Heiligenhauser Berg (der Wasserscheide zwischen Agger und Sülz) – zwischen den Ortsteilen Overath und Steinenbrück. Im Süden grenzt es an das Gebiet der Stadt Rösrath. Naturräumlich betrachtet zählt das Gebiet zur Sülzhochfläche.

## Geschichte
Heiligenhaus entstand an der Kreuzung eines alten Handelsweges, der von Siegburg über Heiligenhaus und Hohkeppel führt, und der Brüderstraße, heute Olper Straße und B 55, die von Köln nach Siegen führt und 1386 erstmals erwähnt wurde.

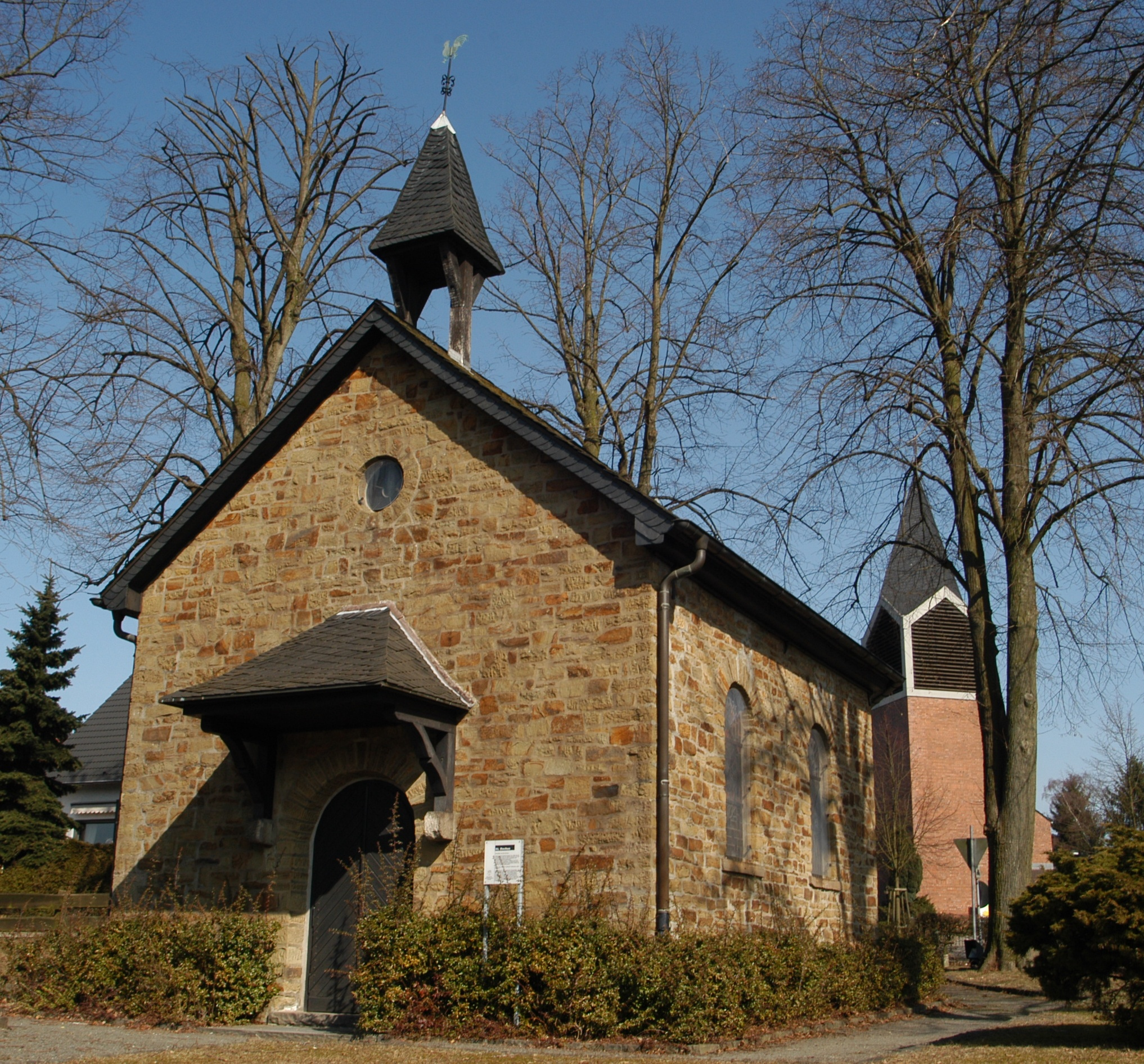
Kapelle aus dem 19. Jahrhundert, im Hintergrund die Kirche Sankt Rochus

An der Kreuzung entstand eine kleine Kapelle (das Heiligenhüschen) für den Heiligen Rochus. Daher der Name Heiligenhaus. Im 19. Jahrhundert wurde die Kapelle zu klein und der Standort an der Kreuzung war unpraktisch. So baute man eine neue Kapelle, die heute noch steht und ein Wahrzeichen von Heiligenhaus ist.
Heiligenhaus hat durch die Neubaugebiete Wiedenhof und Birken einen Zulauf vor allem von jungen Familien.

## Schule
Bis 1847 wurde Heiligenhauser Kindern ein Schulbesuch in der Anfang des 19. Jahrhunderts gegründeten katholischen Volksschule in Mittelbech ermöglicht, dann wurde die Schule nach Heiligenhaus verlegt. Zunächst zog sie in den einhundert Quadratmeter großen und zwei Meter hohen Tanzsaal der Gaststätte Wilh. Bosbach. 1892 errichtete die Gemeinde ein Schulgebäude mit einem Klassenraum und einer Lehrerwohnung neben der Rochuskapelle. 1922 wurde hier elektrisches Licht gelegt. 1937 kam ein zweiter 
Unterrichtsraum dazu. 1948, als die Zahl der Kinder als Folge des Zweiten Weltkrieges vor allem durch den Zuzug Kölner Bombengeschädigter, Flüchtlinge und Vertriebener stark angestiegen war, wurde ein dritter Klassenraum benötigt.

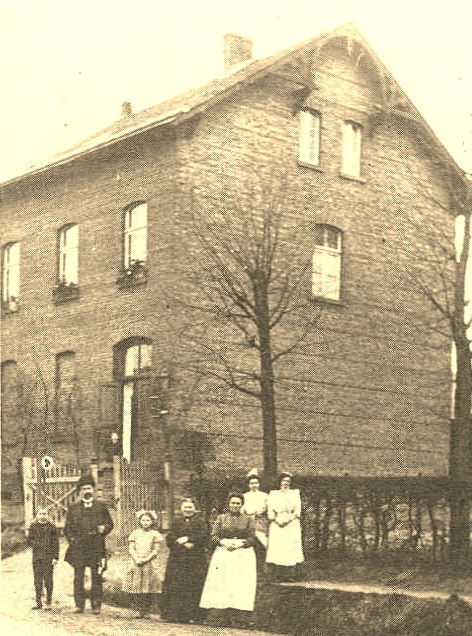
Das Schulgebäude von 1892 mit der Lehrerfamilie Schmitz

 Obwohl die preußische Obrigkeit bereits 1825 die Allgemeine Schulpflicht verkündet hatte, konnten noch lange danach nur diejenigen Kinder die Schule besuchen, die nicht von ihren Familien zur Mitarbeit in der Landwirtschaft benötigt wurden und die das geringe Schulgeld aufbringen konnten oder wollten.
Die Schulchronik zeigt, wie sehr die Heiligenhauser Schule vom jeweiligen politischen Umfeld geprägt wurde. So galt etwa während der Kaiserzeit noch  Untertanengeist, Hurra-Patriotismus und nicht selten der Rohrstock. Von 1917 an wurden Lehrer nebenbei als Hilfskräfte der Kriegswirtschaft eingesetzt. 1918 erhielt Lehrer Christoph Schmitz für seinen unermüdlichen Einsatz das Verdienstkreuz für Kriegshilfe.
1923 beteiligten sich Schüler am sogenannten Overather Kartoffelkrieg. Sie unterstützen heimische Bauern gegen den Ansturm ganzer Zugladungen von Kölner Hamsterern und Plünderern, die in Zeiten großer Not zum Teil mit Gewalt Kartoffeln aus Overather Feldern ausgruben und weitere Lebensmittel stahlen.
Während der Weltwirtschaftskrise ging die Hälfte der Schulabsolventen von 1930 in die Arbeitslosigkeit.
Nach der Machtergreifung herrschte zunehmend nationalsozialistische Indoktrination. Von August 1937 an durften Priester in Schulen keinen Religionsunterricht mehr erteilen. Eltern wurden unter Druck gesetzt, ihre Kinder in die HJ zu schicken. Lehrer Röttgen aus Mittelbech, der zeitweise auch in Heiligenhaus unterrichtet hatte, wurde entlassen, weil er mit einer Jüdin verheiratet war. Der Unterricht fiel des Öfteren aus, weil Soldaten in der Schule einquartiert wurden.
Die Jungen der Oberklasse wurden nach Bombenabwürfen zur Waldbrandbekämpfung herangezogen. Die letzte Eintragung dieser Schulchronik datiert vom September 1944. Bis Kriegsende fiel der Unterricht weitgehend aus.
Heute gibt es in Heiligenhaus eine offene Ganztagsgrundschule.

## Bergbau

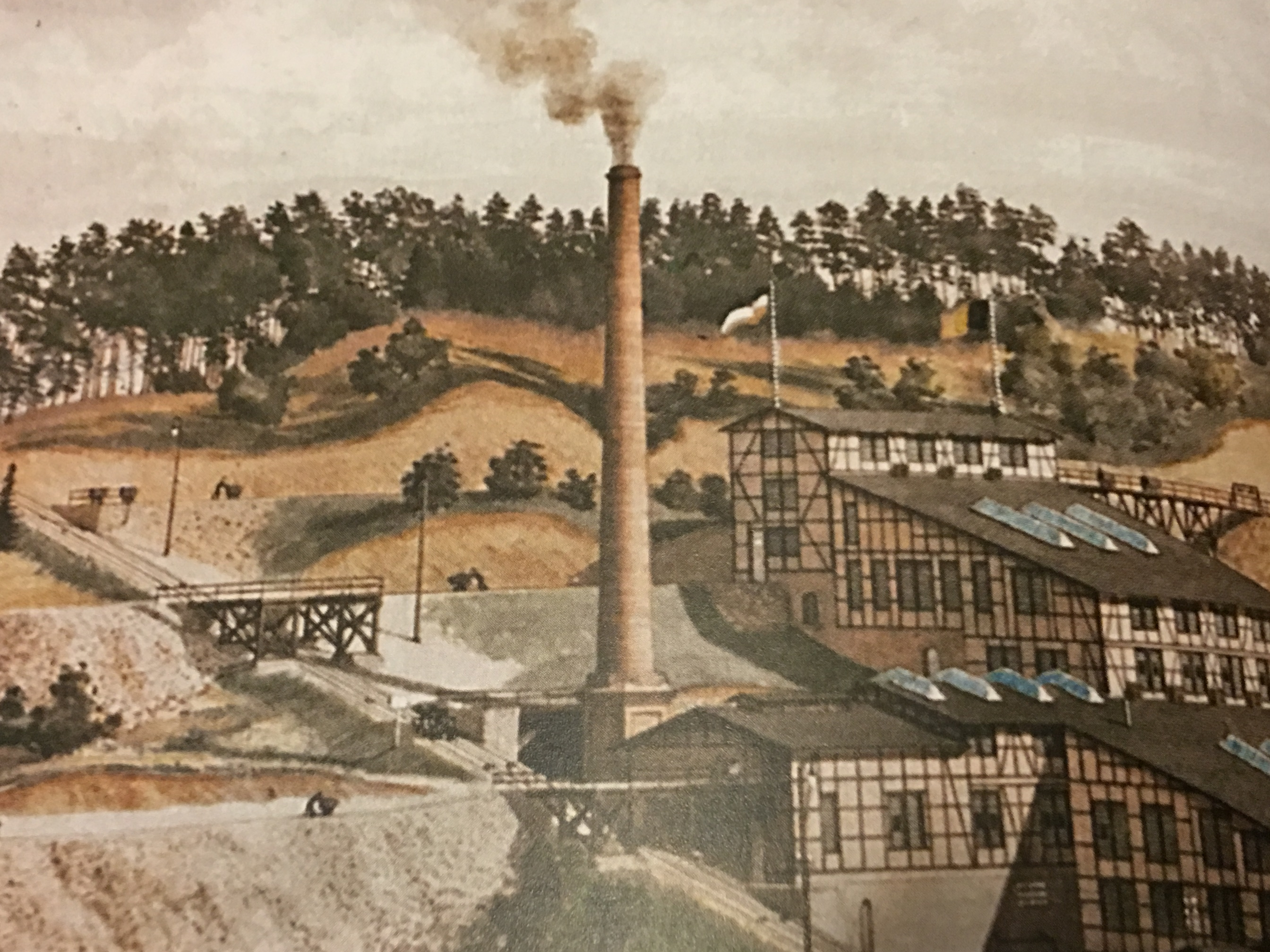
Grube Lüderich um 1897. Detail eines Aquarells von Wilhelm Scheiner

Ehe Mitte des 19. Jahrhunderts in Heiligenhaus und Umgeburg Bergbau auf Buntmetallerze betrieben wurde, verdienten die meisten Heiligenhauser ihren Lebensunterhalt in und mit der Landwirtschaft. Mit dem Bergbau wandelte sich die reine Naturlandschaft hier in Richtung Industrielandschaft. Neue Arbeitsplätze und Berufe entstanden. Die meisten Arbeitsplätze, die für Heiligenhauser zugänglich wurden, entstanden in der Grube Lüderich in Steinenbrück, andere in den Bergwerken Grube Fresenius, Grube Fresenius I, Grube Gotthardt, Grube Heiligenthal und Grube Petersberg. Als während der Finanzkrise 1930 die Grube Lüderich bis 1932 stillgelegt wurde, gerieten viele Familien in Heiligenhaus in Not.

## Wanderwege
Neben einigen anderen Wanderwegen führt der Jakobsweg nach Santiago de Compostela aus Marburg kommend mit nächstem Etappenziel Köln durch Heiligenhaus.
In die andere Richtung führt der Elisabethpfad, ein Pilgerweg von Köln kommend in Richtung Marburg.